# Pareclipsis phaeopis
Pareclipsis phaeopis är en fjärilsart som beskrevs av Louis Beethoven Prout 1922. Pareclipsis phaeopis ingår i släktet Pareclipsis och familjen mätare. Inga underarter finns listade i Catalogue of Life.